# Ледник Шеклтона
Ледни́к Ше́клтона — крупный ледник в Западной Антарктиде.
Длина ледника составляет более 96 км, ширина варьируется от 8 до 16 км. Ледник спускается с полярного плато недалеко от массива Робертса, течёт через хребет Куин-Мод и сливается с шельфовым ледником Росса.
Ледник был открыт американской антарктической экспедицией 1939—1941 годов и назван в честь Эрнеста Шеклтона.